# Bob Luman
Bob Luman (Nacogdoches, 15 april 1937 - 27 december 1978) was een Amerikaanse country- en rockabillyzanger.

## Het begin
De sport- en muziekenthousiaste Luman stond kort voor een carrière als professionele baseball-speler, toen hij een concert van de toen nog onbekende Elvis Presley bezocht. Hij was diep onder de indruk van diens podiumshow en de geestdriftige reactie van het jonge publiek, dat hij besloot om ook muzikant te worden. Dankzij het winnen van een talentenjacht kreeg hij een optreden bij de Louisiana Hayride. Hij benutte zijn kans en werd spoedig een regelmatige gast van de radioshow.
Bij verschillende labels werden succesloze rockabilly-singles opgenomen. Enkele keren trad hij op bij de televisie en kreeg zelfs kleinere filmrollen.
Ofschoon hij zich in het muziekcircuit had bewezen, werd Luman de grote doorbraak nog ontzegd. In 1959 kreeg hij een contract aangeboden van een baseball-profclub. Uit willekeur verkondigde hij tijdens een concert, dat hij voor een carrière als baseballprof had gekozen en zich ging terugtrekken uit het muziekcircuit. Toevallig waren The Everly Brothers aanwezig, die hem overtuigden om door te gaan. Ze boden hem aan om het nummer Let's Think About Living op te nemen. De single werd tot een onvoorzien succes en er werden meer dan een miljoen exemplaren verkocht. Ook scoorde ze hoog in de country- en pophitlijsten.
Ook de daaropvolgende single The Great Snowman werd een hit. Luman had zijn doel bereikt, maar werd kort daarna opgeroepen voor de militaire dienstplicht. Het lukte hem weliswaar zijn carrière na zijn ontslag voort te zetten. Verdere singles kwamen in de top 20. Zijn grootste succes was Lonely Women Make Good Lovers (1972), dat in 1984 ook succesvol gecoverd werd door Steve Wariner. Muzikaal oriënteerde hij zich steeds meer in de richting van de traditionele countrymuziek. Bovendien trad hij regelmatig op in de Grand Ole Opry en op televisie.

## Overlijden
In 1975 verwerkte hij een hartinfarct en moest meerdere maanden in een ziekenhuis doorbrengen. Zijn gezondheidstoestand bleef labiel. Op 27 december 1978 overleed Bob Luman op 41-jarige leeftijd aan de gevolgen van een longontsteking.

## Discografie

### Singles
- 1960: Let's Think About Living
- 1960: Why, Why, Bye, Bye
- 1961: The Great Snowman
- 1970: Honky-tonk man

### Albums
- 1960: Let's Think About Livin'
- 1965: Bob Luman's Livin' Lovin' Sounds
- 1968: Ain't Got Time To Be Unhappy
- 1969: Come On Home And Sing The Blues To Daddy
- 1970: Gettin' Back To Norma
- 1971: Is It Any Wonder That I Love You
- 1971: A Chain Don't Take To Me
- 1972: When You Say Love
- 1972: Lonely Women Make Good Lovers
- 1973: Neither One of Us
- 1974: Red Cadillac & Black Mustache
- 1974: Still Loving You
- 1976: A Satisfied Mind
- 2008: Bob Rocks (Bear Family)

- Bibliothèque nationale de France: cb14043572h (data)
- Gemeinsame Normdatei: 134449711
- International Standard Name Identifier: 0000 0000 5515 4315
- Library of Congress Control Number: n93103347
- MusicBrainz: 7f052c8a-fa5f-47cc-8cd2-43a409fb97a3
- Nationale Bibliotheek van Tsjechië: xx0148296
- SNAC: w6wj832k
- Virtual International Authority File: 2672304
- WorldCat: E39PBJdmkwhQRQQcqkKqR39Rrq